# Tommaso Parini
Tommaso Parini (Margherita di Savoia, 20 maggio 1907 – La Fresneda, 28 marzo 1938) è stato un militare e aviatore italiano, insignito della medaglia d'oro al valor militare alla memoria nel corso della guerra civile spagnola.

## Biografia
Nacque il 20 maggio 1907 a Margherita di Savoia. Avviatosi alla professione di ingegnere, conseguì la licenza in fisico-matematica presso l'Istituto Vittorio Emanuele di Genova. Appassionatosi al mondo dell'aviazione, si arruolò nella Regia Aeronautica iniziando a frequentare il Corso centauro presso la Regia Accademia Aeronautica di Caserta nel novembre 1925. Nominato aspirante nell'ottobre 1927, divenne sottotenente in servizio permanente effettivo nell'agosto 1928, e tenente nel maggio 1929. Trasferito alla scuola caccia vi conseguì il brevetto di pilota militare, passando in servizio presso il 1º Stormo Caccia Terrestre nel mese di ottobre. In forza a tale reparto prese parte alle celebrazioni per il Decennale della costituzione dell'Arma Aeronautica, conseguendo la Medaglia d'oro commemorativa per le sue esibizioni di acrobazia sui caccia. Il 1 novembre 1933 venne trasferito allo Stormo Sperimentale Bombardamento, e nel maggio 1934 assegnato al 91º Gruppo autonomo bombardamento. Trasferito nel gennaio 1935 al 15º Stormo Bombardamento Terrestre, dopo lo scoppio della guerra d'Etiopia venne mobilitato, raggiungendo in volo Tripoli, Libia, il 20 luglio 1936. Ritornò in Patria nei primi giorni del 1938, e il 21 gennaio partì volontario per combattere nella guerra di Spagna. Comandante della 289ª Squadriglia Bombardamento Veloce, XXIX Gruppo, 111º Stormo. Il 28 marzo 1938, festa dell'Aeronautica, durante una missione di guerra il suo aereo, a causa dell'intenso fuoco contraereo, entrò in collisione con un altro velivolo similare, pilotato dal capitano Federico Cozzolino, sopra La Fresneda, precipitando al suolo. L'incidente causò la morte di 9 membri degli equipaggi, mentre tre si salvarono con il paracadute.

### Annotazioni
1. ↑  Era figli di un ingegnere e lo erano anche i suoi fratelli.
2. ↑  Anch'egli decorato con Medaglia d'oro al valor militare.

### Fonti
1. 1 2 3  Gruppo Medaglie d'Oro al Valor Militare 1965, p. 293.
2. 1 2 3  Ufficio Storico dell'Aeronautica Militare 1969, p. 107.
3. 1 2 3 4 5 6  Combattenti Liberazione.
4. 1 2 3  Gori 2000, p. 18.
5. ↑  Sito web del Quirinale: dettaglio decorato.